# Andrew M. Weiner
Andrew Marc Weiner (* 25. Juli 1958 in Boston, Massachusetts; † 13. Februar 2024) war ein US-amerikanischer Elektrotechniker und Physiker, der sich mit ultraschneller Optik und optischer Signalverarbeitung befasste.

## Werdegang
Weiner studierte Elektrotechnik am Massachusetts Institute of Technology (MIT), wo er 1979 seinen Bachelor- und 1981 seinen Master-Abschluss machte und 1984 promoviert wurde. Ab 1984 war er bei Bell Communications Research (Bellcore) beschäftigt und wurde dort Manager der Abteilung Ultrafast Optics and Optical Signal Processing Research. Ab 2003 war er Professor für Elektrotechnik und Informatik an der Purdue University.
Er war Anfang der 1990er Jahre ein Pionier in programmierbarer Femtosekundenpulsformung mit Modulator-Arrays aus Flüssigkristallen, nachdem er 1988 Fouriersynthesetechniken zur Erzeugung beliebig geformter Pulsformen im Femtosekundenbereich entwickelt hatte.
2000 erhielt er einen Humboldt-Forschungspreis für US-Wissenschaftler, 1997 den International Commission for Optics Prize, 1990 die Adolph Lomb Medal, 1999 den William Streifer Award von IEEE LEOS, 2008 den R. W. Wood Prize, 2011 den IEEE Photonics Society Quantum Electronics Award und 2023 den Charles Hard Townes Award. Er war Fellow der Optical Society of America (1990) und der IEEE (1995). 2008 wurde er Mitglied der National Academy of Engineering.
Weiner war Vizepräsident der International Commission on Optics (ICO) sowie Sekretär und Schatzmeister der IEEE Lasers and Electro-optics Society (LEOS). Er hielt 13 Patente (2011).
Weiner starb am 13. Februar 2024 an Krebs.

## Schriften
- Ultrafast Optics. Wiley, 2009.